# Cherax
Cherax là chi tôm hùm nước ngọt có phân bố rộng nhất ở Nam Bán cầu. Cùng với Euastacus, đây là chi tôm hùm nước ngọt lớn nhất tại Nam Bán Cầu. Các loài trong chi có thể được tìm thấy tại các hồ, sông, và suối hầu khắp Úc và New Guinea.

## Các loài
Chi này gồm 59 loài:
- Cherax acherontis Patoka, Bláha & Kouba, 2017
- Cherax albertisii Nobili, 1899
- Cherax albidus Clarke, 1936
- Cherax angustus
- Cherax aruanus Roux, 1911
- Cherax austini Coughran & Hobson, 2012
- Cherax barretti Clark, 1941
- Cherax bicarinatus (Gray, 1845)
- Cherax boesemani Lukhaup & Pekny, 2008
- Cherax boschmai Holthuis, 1949
- Cherax buitendijkae Holthuis, 1949
- Cherax cainii Austin, 2002
- Cherax cairnsensis Riek, 1969
- Cherax cartalacoolah Short, 1993
- Cherax cid Coughran & Furse, 2012
- Cherax communis Holthuis, 1949
- Cherax crassimanus Riek, 1967
- Cherax cuspidatus Riek, 1969
- Cherax davisi Clark, 1941
- Cherax depressus Riek, 1951
- Cherax destructor Clark, 1936
- Cherax dispar Riek, 1951
- Cherax esculus Riek, 1956
- Cherax gherardii Patoka, Bláha & Kouba, 2015[4][5]
- Cherax glaber Riek, 1967
- Cherax glabrimanus Riek, 1967
- Cherax gladstonensis Riek, 1969
- Cherax holthuisi Lukhaup & Pekny, 2006
- Cherax leckii Coughran, 2005
- Cherax longipes Holthuis, 1949
- Cherax lorentzi Roux, 1911
- Cherax minor Holthuis, 1996
- Cherax misolicus Holthuis, 1949
- Cherax monticola Holthuis, 1950
- Cherax murido Holthuis, 1949
- Cherax neocarinatus Riek, 1967
- Cherax neopunctatus Riek, 1969
- Cherax nucifraga Short, 1991
- Cherax pallidus Holthuis, 1949
- Cherax paniaicus Holthuis, 1949
- Cherax papuanus Holthuis, 1949
- Cherax parvus Short & Davie, 1993
- Cherax peknyi Lukhaup & Herbert, 2008
- Cherax plebejus (Hess, 1865)
- Cherax preissii (Erichson, 1846)
- Cherax pulcher Lukhaup, 2015[6]
- Cherax punctatus Clark, 1936
- Cherax quadricarinatus (von Martens, 1868)
- Cherax quinquecarinatus (Gray, 1845)
- Cherax rhynchotus Riek, 1951
- Cherax robustus Riek, 1951
- Cherax rotundus Clark, 1941
- Cherax setosus (Riek, 1951)
- Cherax snowden Lukhaup, Panteleit & Schrimpf, 2015[5][7]
- Cherax solus Holthuis, 1949
- Cherax tenuimanus (Smith, 1912)
- Cherax urospinosus Riek, 1969
- Cherax wasselli Riek, 1969

## Loài mới
Trong chi này có loài tôm mới ở Indonesia, với lớp vỏ cứng nhiều màu sắc sặc sỡ, Cherax pulcher, trong đó "pulcher" có nghĩa là "tuyệt đẹp" theo tiếng Latin. Loài này có hai nhóm màu phổ biến, bao gồm trắng, xanh dương, tím và xám xanh, xanh dương, trắng. Cherax pulcher khác với các loài tôm hùm khác ở hình dạng càng, cơ thể và màu sắc. Chúng có chiều dài khoảng 12 cm. Phần cơ thể lớn hơn giúp con tôm thích nghi với những dòng chảy nhanh có lượng oxy hòa tan cao hơn.loài tôm mới đang gặp nguy hiểm khi chúng bị bắt để bán và làm thức ăn. Số lượng loài đang giảm dần trong vài năm trở lại